# 北日本新聞
北日本新聞（きたにっぽんしんぶん）は、富山県の地方紙である。朝刊専門紙で、富山県富山市に本社を置く株式会社北日本新聞社が発行。

## 概要
発行部数208,161部（2022年6月現在、一般社団法人日本ABC協会調べ）、県下普及率は53.86%（2019年時点）で第1位。特に県東部でのシェアが高い。日本新聞協会・共同通信社加盟。紙名は後述する1940年の4社統合時に統合各社の社名と類似せず無難であるといった理由のほか、前身の一社である北陸日日新聞の経営者として統合時の経営陣に加わっていた加藤金次郎が1933年に北陸日日新聞の前身となる富山新報を買収した際に明治期の東京の新聞「日本」に倣って考案するも北海道・東北の新聞と間違われやすいとの反対から取り下げた「北日本新聞」の案を統合の際に再度推して採用されたことに由来する。
名実ともに富山県を代表する言論機関であり新聞以外にも『富山大百科事典』の刊行や地域文化行事への助成は数多い。
富山県は新聞の競争が激しく、北日本新聞以外にも正力松太郎が富山県出身であったことから進出した読売新聞、石川県の北國新聞系列である富山新聞、さらには北日本新聞が設立にかかわった北陸新聞をルーツとする北陸中日新聞などが展開している。
かつては朝夕刊セットで発行されていたが、2009年12月28日付をもって夕刊の発行を休止し、朝刊単独紙に移行した。1面コラムのタイトルは「天地人」、連載中の4コマ漫画は『ゴンちゃん』。
なお、1901年8月には高岡市で同名の『北日本新聞』を発行していたことがある（1903年12月廃刊）。

## 沿革
- 1884年（明治17年）1月18日 - 越中改進党党員の山野清平と関野善次郎が中心となり、中越新聞創刊[2][6]。最初は隔日刊であった[7]。創刊号は『藩閥政府に物申す』という批判記事を書いたため2日間の発行禁止処分となった[8]。
- 1886年（明治19年）7月2日 - 中越新聞、月曜休刊の週6日発行に移行[9]。
- 1888年（明治21年）7月25日 - 中越新聞を富山日報に改題[10]。
- 1889年（明治22年）
  - 3月16日 - 高岡商況（後の高岡新報）が創刊される[11]。
  - 4月5日 - 自由党系機関誌である北陸公論（後の北陸日日新聞）が創刊される[11]。
- 1908年（明治41年）11月15日 - 福野町の豪農である田中清文により、政党政派に偏らぬ新聞として北陸タイムスが創刊される[12]。
- 1918年（大正7年）8月7日 - 民衆運動である米騒動を全国に打電した「高岡新報」が一時発禁となる[13]。
  - この民衆運動は全国に飛び火し、結果として時の政権である寺内内閣を打倒することとなる。
- 1935年（昭和10年） - 富山日報が政党の機関紙から脱し、編集長が「不偏不党、厳正中立」を宣言する[14]。
- 1940年（昭和15年）
  - 7月31日 - 北日本新聞社設立[2][10]。北陸タイムス会館（同年6月18日に紀元二千六百年記念の一環として完成）を社屋として使用する[15]（これに伴い、北陸タイムス会館は北日本会館と呼称を変えた[16]。）。
  - 8月1日 - 言論統制下の新聞事業令に基づき富山日報、高岡新聞（1931年、高岡新報より改題）、北陸日日新聞、北陸タイムスの4紙が統合して北日本新聞を創刊[2][10]。8月中には最初の社章（〇に北を配したもの）が制定される[17]。
- 1941年（昭和16年）12月1日 - 新聞業界で最初の共販制実施[18]。
- 1945年（昭和20年）
  - 4月1日 - 戦局ニ対処スル新聞非常態勢ニ関スル暫定措置要綱に基づき、終戦後の10月1日の廃止まで、1県1紙持ち分合同となる。富山県では北日本新聞に讀賣報知（現・読売新聞）、中部日本新聞（現・中日新聞）、毎日新聞、朝日新聞が持ち分合同とした[19]。
  - 7月31日 - 中新川郡新川村（現・立山町）寺田の旧役場庁舎（一部2階建て）に疎開。1階（約50㎡）に工務部、2階（約33㎡）に総務、編集、営業の各部が入居した[20]。
  - 8月2日 - 米空軍による富山大空襲で社屋全焼[2]。疎開先の寺田工場で印刷、全国で戦災に遭った新聞社で唯一の無休刊記録を達成[21]。
  - 10月10日 - 社屋跡にて仮社屋建設着手[22]。
  - 12月21日 - 社屋跡にバラック建ての仮社屋竣工。12月23日から印刷開始、12月23日には本社も移転[22]。
- 1946年（昭和21年）
  - 6月14日 - 北陸夕刊創刊[23]（テスト版は同年5月1日に発行。第1号は6月15日に発行。1959年3月31日をもって廃刊[24][25]）。創刊時点で既に横書きは左横書きとなっていた[25]。
  - 12月22日 - 同日以降、深刻な紙不足に対応するため、毎月数回不定期にてタブロイド版を発行（同日は南海大地震の第1報であった）。翌1947年（昭和22年）3月からは児童の教科書に用紙を供給するため、毎週2回となった。同年5月から週1回となった[26]。
- 1947年（昭和22年）
  - 5月1日 - 新聞本文の横書きが1行1文字の縦書きから左横書きへ切り替えられる[注 1]。
  - 11月 - 月曜日分を当分タブロイド制に[27]。
- 1948年（昭和23年）
  - 2月末 - この頃までを最後に、週1回のタブロイド版の発行が終了[26]。
  - 5月6日 - 2面で「こども北日本新聞」第1号特集[28]。
- 1950年（昭和25年）8月 - 北日本信条制定[29]。
- 1951年（昭和26年）1月 - 写真電送機、文字電送機を設置[30]。
- 1952年（昭和27年）
  - 1月31日 - 本館増築工事完成[31]。
  - 3月15日 - 石川県内で北陸新聞を創刊[32][33]。
- 1953年（昭和28年）
  - 2月11日 - 北陸新聞、金沢市で自社印刷を開始[34]。
  - 春 - 北陸新聞の経営権を、金沢資本の百貨店大和に譲渡[35]。
- 1954年（昭和29年）12月3日 - 社屋新築のため船頭町の福田勘産業跡地に仮社屋を建設[36]。
- 1955年（昭和30年）
  - 1月27日 - 清水建設による新社屋建設第1期工事開始（2月11日起工式）[37]。
  - 2月22日 - 船頭町の仮社屋に移転完了[37]。
  - 3月29日 - 工場の一部と雑品庫増築に着手[37]。
  - 4月1日 - 夕刊の発行を開始[38]。
  - 10月1日 - 北日本新聞石川版の発行を開始（1956年4月30日付で廃止）[35]。
  - 11月3日 - 社屋竣工[37]。
- 1957年（昭和32年）11月 - 北陸夕刊が任意組合から株式会社となる[39]。
- 1958年（昭和33年）12月20日 - 大和東宝劇場で電光ニュースを開始[40]。
- 1959年（昭和34年）8月20日 - 社屋増築工事に着手[41]。
- 1960年（昭和35年）
  - 5月3日 - 社屋の4、5階部分を増築[41]。
  - 6月7日 - 漢字テレタイプを始動[41]。
  - 8月10日 - 全自動モノタイプを導入[41]。
- 1962年（昭和37年）
  - 11月1日 - 夕刊の題字を横書きから縦書きに変更[42]。
  - 11月3日 - 北日本文化賞に文化功労賞を加える[42]。
- 1964年（昭和39年）6月8日 - 2代目の社章・社旗および社歌を制定[43]（いずれも現行のものに近いK.Nのデザインを生かしたもの[17]）。
- 1965年（昭和40年）1月 - 日曜の夕刊を廃止[44]。
- 1966年（昭和41年）
  - 10月 - 社名の英語呼称を『プレス・北日本』から『北日本（きたにっぽん）プレス』に変更[45]。
  - 11月1日 - 北日本文学賞を主催[45]。
- 1967年（昭和42年）5月 - 北日本詩檀を新設[46]。
- 1969年（昭和44年）7月1日 - 北日本放送のテレビで『北日本新聞ニュース』の放送を開始[47]。
- 1972年（昭和47年）11月27日 - 紙面製作のCTS化に着手。夕刊3面から第一次移行[48]。
- 1974年（昭和49年）
  - 1月1日 - 新年第2、第3特集をCTS方式で印刷[49]。
  - 8月19日 - 印刷をCTSに全面移行[50]。
- 1979年（昭和54年）5月31日 - サタン・サテライト型片面四色刷りオフセット輪転機1台を添え付け。1980年3月12日には1台増設し、4月27日より印刷開始[51]。
- 1982年（昭和57年）4月1日 - 第一次電算システムの一環として集配信・校正システム（1月31日から3月1日にかけて添え付け）が本格稼働。大型文字（L文字）を全紙面に使用[52]。
- 1984年（昭和59年）
  - 1月17日 - 現在の社旗・社章を制定[53]（旧社章を縦長から正方形に全面改定）[17]。
  - 4月11日 - 第二次電算化システム稼働（機器は1月15日に搬入）[53]。
- 1988年（昭和63年） - 社屋裏（旧夜勤者宿泊施設、社内会議室のあった木造2階建棟と社有車車庫〈2階に北日本新聞労働組合書記局、旧資材庫〉の跡地）にて印刷工場の建設に着手[54]。
- 1989年（平成元年）6月22日 - 国内初の地下紙庫を導入した地上5階、地下3階（県内初）の印刷工場完成[54]。高速オフセット2系列で印刷能力が最大32頁（うち8頁オフカラー面で、当時の地方紙では珍しかった）。その後、1996年（平成8年）のカラー16頁体制にかけて『カラーの北日本』と呼ばれることになった[55]。
- 1991年（平成3年）12月1日 - 新工場の4、5階の仕上げ工事が着工[56]。
- 1992年（平成4年）
  - 9月5日 - 社屋建て替えのため、旧安田生命ビルを仮社屋として移転、9月7日より業務開始[57]。
  - 10月6日 - 旧社屋の解体工事に着手[58]。
  - 12月12日 - 新社屋（再開発ビル）の起工式[59]。
- 1993年（平成5年）
  - 3月 - 新社屋の基礎工事に着手[60]。
  - 8月24日 - 新社屋の上棟式[60]。
- 1994年（平成6年）
  - 6月30日 - 新社屋完成[60]。
  - 7月5日 - 新社屋の定礎除幕、修祓式、竣工式が執り行われる[60]。
  - 7月9日 - この日から10月までに、新社屋への引っ越し作業が進められる[61]。
  - 7月11日 - 新社屋での業務を開始[62]。
- 1995年（平成7年）7月19日 - 阪神・淡路大震災で神戸新聞社が被災したのを契機に、信濃毎日新聞・新潟日報・北國新聞・福井新聞と「緊急事態発生時における新聞発行援助に関する協定」を締結[63][64]。
- 1996年（平成8年）11月7日 - 公式ウェブサイトを開設[65]。
- 1997年（平成9年）
  - 7月7日 - 本社内にコミュニティFM「富山シティエフエム」（City-FM）開局[66]。
  - 8月2日 - 戦災無休刊の証拠となる、昭和20年8月2日付北日本新聞朝刊が発見される[67]。
- 2006年（平成18年）7月 - 製作拠点「創造の森 越中座」が完成[2]。紙面48面、カラー40面の印刷体制へ移行[2]。
- 2009年（平成21年）12月28日 - この日をもって夕刊を休刊[2][68]。
- 2010年（平成22年）
  - 1月1日 - 朝刊単独紙に完全移行。ホームページをリニューアルし、「webun」（ウェブン）の運用を開始[2]。
  - 4月6日 - 読売新聞富山・石川両県向けの委託印刷を2011年4月から行うことで読売新聞東京本社と基本合意[69]。
- 2011年（平成23年）3月10日 - 読売新聞の委託印刷を開始[70]。
- 2019年（平成31年）
  - 4月1日 - ハローキティとのコラボレーションを開始[71]。
  - 7月1日 - 朝刊の月ぎめ購読料を3,072円から3,380円に改定。1部売りは130円から140円に[72]。
- 2024年（令和6年）7月1日 - 朝刊の月ぎめ購読料を3,380円から4,000円に改定。1部売りは140円から180円に。「デジタルコース」の値段は据え置き[73]。
- 2025年（令和7年）3月1日 - 地元富山出身の俳優瀧内公美がブランドアンバサダーに就任[74]。

## 主催する文化事業
- 北日本新聞文化賞
- 北日本朝間野球
- 北日本納涼花火大会
- 北日本文学賞
- 北日本児童文学賞
- 全日本大学女子野球選手権大会

その他

## 社史・記念誌
- 北日本新聞社史（北日本新聞社八十五年史、北日本新聞社史編纂委員会 編） 1969年発行、558ページ。
- 富山県民とともに 北日本新聞100年史（北日本新聞百年史編さん委員会 編） 1984年10月15日発行、528ページ。
- 北日本新聞百二十年史（北日本新聞社史編さん委員会 編） 2004年12月発行、643ページ。

## 事業所

### 本社
- 本社 - 富山県富山市安住町2番14号

現在の本社は、1994年7月11日より業務を開始している建物で、旧社屋と隣接の北日本モーター株式会社の給油所の跡地計17,736m2に、北日本モーターとの共同ビルとして建設された。前面から向かって右側が四角、中央に6階建ての中央棟、左側が前面丸型の各10階建てツインビルとなっている。前庭には樫の緑陰と宇宙をイメージした青色の球体で構成する公開空地がある。建物の正式名称は『安住町二番街区再開発ビル』で、愛称は『北日本スクエア』。なお、社屋は1995年（平成7年）11月27日に第8回富山市都市景観建築賞一般部門最優秀賞を、平成7年度第26回富山県建築賞（入賞）をそれぞれ受賞している。設計は日建設計および三四五建築研究所、施工は佐藤工業北陸支店および辻建設のJV。
- 西部本社 - 富山県高岡市あわら町13番50号

2019年2月24日以前は高岡支社として運営されていた。

### 支社
- 新川（魚津市）
- 砺波
- 金沢
- 東京
- 大阪

### 支局
| - 射水 - 氷見 - 南砺 - 黒部 - 滑川 | - 入善 - 朝日 - 立山 - 上市 - 小矢部 |

### その他拠点
- 創造の森 越中座

## 地域面
- 県東部（富山市、魚津市など）
- 県西部（高岡市、砺波市、氷見市など）

## テレビ・ラジオ欄
2011年7月24日の地上デジタル放送への完全移行に合わせて、チャンネル表記が同日からデジタルチャンネルのみに変更された。また、前日を最後にGコードの掲載を廃止。

### 最終面
番組表の紙面割りは一番左にNHK Eテレ、その下にNHK BSを配置している（他紙はNHKテレビが一番左の場合が多い）。
フルサイズ
- NHK Eテレ（富山）
- NHKテレビ（富山）
- KNBテレビ（1997年12月時点では「北日本テレビ」と記載[79]）
- BBT（1997年12月時点では「富山テレビ」[79]、2018年3月末までは「BBTテレビ」と記載）
- チューリップ
- HAB（1997年12月時点では「北陸朝日放送」（小サイズ掲載）[79]、2006年9月までは「北陸朝日」、2022年11月30日までは「HABテレビ」[80]と記載。富山県外の地上波放送で唯一の掲載）

番組表下部に上記各局の電話番号とURLをまとめて載せている（広告スポンサーの関係で非掲載の日もある）。なお、以前は番組表上部の局名カットのところに電話番号を載せていた。
ハーフサイズ
- NHK BS
- NHK BSプレミアム4K

2023年11月30日にNHK BSプレミアムが放送終了したことに伴い、同日付で同番組表の掲載が終了、同年12月1日付よりNHK BS4Kの中面からの移行の形でNHK BSプレミアム4Kの番組表の掲載を開始した。

### 中面
BS（1/4サイズ、有料チャンネルおよび一部無料チャンネルは未掲載）
| - BS日テレ - BS朝日 - BS-TBS - BSテレ東 - BSフジ | - BS10 - BS11 イレブン - BS12 トゥエルビ - BSよしもと - NHK BS8K |

かつてはWOWOWプライム、WOWOWライブ、WOWOWシネマ、スターチャンネル1の番組表も掲載されていた。
CS（1/4サイズ）
- 時代劇専門チャンネル（2023年12月1日より掲載を再開[81]）

2007年12月以前はスペースシャワー、MTVも掲載されていた。その後ファミリー劇場、NECO、ムービープラス、キッズステーション、GAORA SPORTS、スカイA、J SPORTS 1、J SPORTS 2の掲載も順次取り止めた。
ラジオ
- ハーフサイズ
  - KNBラジオ
  - NHK第1
- 4分の1サイズ
  - NHK第2
  - NHK FM
  - FMとやま

2012年3月以前はラジオNIKKEIも掲載されていた。またエフエム石川の番組表は掲載しておらず、現在は北陸放送の掲載も取り止めている。
- コミュニティFM
  - 富山City-FM
  - エフエムとなみ
  - ラジオ・ミュー
  - エフエムいみず

なお、ラジオたかおかの番組表は掲載していないが、土日のみ北日本新聞社関係のミニ番組が放送されるため、この番組の案内の形で局名が周波数とともに番組案内欄に掲載される。
CATVコミュニティチャンネル
| - TSTとなみ - 能越ケーブルネット - 高岡ケーブルネットワーク - 射水ケーブルネットワーク - 上婦負ケーブルテレビ | - ケーブルテレビ富山 - NICE TV - Net3 - みらーれTV |

かつてはケーブルテレビ八尾（ケーブルテレビ富山 八尾局、2011年7月23日まで）、TV CROSS（小矢部市ケーブルテレビ）も掲載されていた。
中面には、2011年9月末日まで石川県のMROテレビ、石川テレビ、テレビ金沢および新潟県の新潟放送、新潟テレビの番組表が1/4サイズで掲載されていた。また、1960年代以前のテレビ・ラジオ欄には上記に加えて中京広域圏や関東広域圏などのTV・ラジオ番組表も掲載されていた。
掲載を実施していない、または取り止めたチャンネルの一部については、2023年10月まで発行されていた毎週金曜日発行の週間番組表「WE」で掲載されていた。

## 1部売り
朝刊のみの発行で、1部180円。

## 電子版
2010年よりホームページの一部を有料会員制による「Webun」（ウェブン）とし、ニュース・スポーツ・暮らしの3つのジャンルに分け、紙面の記事を文章や写真で再録したり、また新聞の紙面から広告・テレビ面など一部を除くページを画面を通して読むことができる。また、動画や記事のスクラップ（切り抜き）も可能。
会費
- 入会金は無料。月会費は県内の北日本新聞購読者は無料。県外在住者は月会費2200円で入会でき、加入当日より紙面イメージを画面から読むことができる。
- 一部の記事と災害など非常事態発生時については会員手続きなしで閲覧が可能となっている。

## 友好関係ないし資本関係のある放送局
- 北日本放送

北日本新聞は「きたにっぽん」と読むが北日本放送は「きたにほん」と読む。以前は『北日本新聞ニュース』としてニュース配信を提供していたが、現在はテレビ・ラジオともに自社制作の『KNBニュース』が放送されている。
- チューリップテレビ

北日本新聞よりも富山新聞との関係が強い。
- 富山エフエム放送（FMとやま）

富山新聞との関係が強いほかに北陸中日新聞との関係もある。そのためか、かつては掲載サイズが富山City-FMなどの系列コミュニティ放送局よりも小さかったが、2023年12月時点では同一サイズとなっている。なお、2018年以降同局でのニュース配信は富山新聞からのみとなっている。

## 放送送信設備
当新聞社本社ビル屋上にはコミュニティ放送局である富山シティエフエムの送信所が置かれている。
| 放送局名           | コールサイン | 周波数   | 空中線電力 | ERP | 放送対象地域             | 放送区域内世帯数 | 開局日       |
| ------------------ | ------------ | -------- | ---------- | --- | ------------------------ | ---------------- | ------------ |
| 富山シティエフエム | JOZZ5AF-FM   | 77.7 MHz | 20W        | 40W | 富山市および一部周辺地域 | -                | 1997年7月7日 |

## 主催イベント・スポーツ競技
イベント
- 北日本文学賞
- 北日本児童文学賞
- 北日本新聞納涼花火
- TOYAMA地域映画フェスティバル

スポーツ競技
- 北日本新聞金鷲旗争奪県中学校駅伝競走大会
- 全日本大学女子野球選手権大会
- 北日本新聞杯（金沢競馬場の重賞競走）
- 富山マラソン（富山県などと共催）

## 映画製作
いずれも製作委員会に参加する形で製作に関与している。
- 劒岳 点の記（2009年）
- ほしのふるまち（2011年）
- RAILWAYS 愛を伝えられない大人たちへ（2011年）
- 春を背負って（2014年）
- あなたへ（2014年）
- 人生の約束（2016年）
- カノン（2016年）
- ここは退屈迎えに来て（2018年）
- 散り椿（2018年）

## 不祥事
- 2025年4月22日 - 高岡政経懇話会の会計から、派遣社員だった女性が現金約1100万円を着服していたと発表。女性は令和2年から6年にかけて、例会の会場費支払いなどのため管理していた口座から現金を複数回引き出し、自分のローン返済などに流用していた。[90]